# 秋田みなみ農業協同組合
秋田みなみ農業協同組合（あきたみなみのうぎょうきょうどうくみあい）は、かつて秋田県男鹿市脇本脇本に本所を置いていた農業協同組合。愛称はJA秋田みなみ。

## 概要
男鹿市全域と潟上市の旧天王町地域（潟上市天王および同市天王大崎）を業務エリアとしていた。
男鹿支所は、男鹿市脇本脇本にある本所とブランチインブランチとなっていた。
2018年4月を目処に、新あきた農業協同組合（本部・秋田市）およびあきた湖東農業協同組合（本所・南秋田郡五城目町）と合併し、「秋田なまはげ農業協同組合」となる予定としていた。しかし、あきた湖東農業協同組合の子会社の負債処理の関係から、あきた湖東の合併を見送る方針となり、2018年4月、新あきたが当組合を吸収する形で「秋田なまはげ農業協同組合」を先行発足させ、その後数年かけてあきた湖東の負債処理に目処がたった時点で、秋田なまはげ農業協同組合があきた湖東を吸収する方針に変更することになった。
合併後、従来の4支所は支店（旧本所の勘定は、同一地所在の男鹿支店に統合）となり、経済事業の各拠点がグリーンセンターに、旧払戸支所跡地に所在した営農経済部は、男鹿地区営農センターとして、合併前の当組合管内の営農部門を管掌する拠点に再編された。

## 沿革
- 1999年4月1日 - 男鹿市農業協同組合、天王町農業協同組合、わかみ農業組合の合併により、秋田みなみ農業協同組合が発足。合併前の本所相当の支所を市町支所と位置付ける（本所・男鹿市支所、若美町支所、天王町支所）。
- 2001年4月 - 各市町支所を基幹支所に再編（本所・男鹿市(基幹)支所、若美町(基幹)支所、天王町(基幹)支所）。
- 2002年10月 - 戸賀支所を北浦支所に統合。
- 2005年12月 - 各基幹支所を総合支所に再編（本所・男鹿支所、若美支所、天王支所）。
- 2011年4月
  - 五里合支所、船川港支所、男鹿中支所、加茂青砂出張所、船越出張所、払戸支所、野石支所を廃店。総合支所であった3支所を含む残る4支所（男鹿支所、若美支所、天王支所、北浦支所）の店舗機能は、信用事業及び共済事業に特化した拠点となる。
  - 五里合支所、船川港支所及び船越出張所の跡地には男鹿支所管轄の、男鹿中支所の跡地には北浦支所管轄の、払戸支所及び野石支所の跡地には若美支所管轄の店舗外ATMをそれぞれ設置。
  - 払戸支所跡地に営農経済部を移設し、各支所の営農経済機能を営農経済部に集約。
- 2015年5月7日 - 天王支所潟上市役所出張所（店舗外ATM）を新規設置。
- 2018年4月1日 - 新あきた農業協同組合に吸収合併され解散[3]。新あきた農業協同組合は即日秋田なまはげ農業協同組合に改称。